# 森裕子
森 裕子（もり ゆうこ、1956年4月20日 ‐ ）は、日本の政治家である。立憲民主党所属の参議院議員（4期）。文部科学副大臣（野田内閣・野田第1次改造内閣）、国民の生活が第一幹事長代行、日本未来の党副代表、生活の党代表、同代表代行、自由党幹事長、立憲民主党参議院幹事長などを歴任した。「森 ゆうこ」とも表記される。

## 来歴
新潟県新津市の出身で、新津市立新津第五中学校、新潟県立新津高等学校、新潟大学法文学部英文科を卒業した。大学在学中からディスカウントストアチェーンの創業に参画し、子供を育てながら英語塾を経営する。公民館に勤務しながら、介護ボランティアグループの組織作りに努め、町おこし塾「阿賀の里づくり・よこごし」会長、ミニコミ誌「夢がっと」初代編集長を務める。新潟県女性センター主催の新潟県女性海外派遣事業や全国農業会議所主催の西欧農業女性事情調査団などで北ヨーロッパや西ヨーロッパを視察後、新潟県女性財団で企画委員、企画部長を務める。
1999年に中蒲原郡横越町町議会議員選挙で初当選して横越町議会初の女性議員となる。

### 小沢自由党時代
2000年6月の第42回衆議院議員総選挙で、小沢一郎の新進党の後継政党で小さな政府・規制緩和・市場主義等の経済的新自由主義と、教育基本法見直しなどの政治的保守主義を掲げる中道右派政党の自由党（小沢自由党）議員である菊田真紀子の選挙を手伝った縁で、2001年3月に自由党からの出馬要請を受けて、出馬を決める。2001年7月の第19回参議院議員通常選挙に立候補して新潟県選挙区で初当選した。2003年に静岡空港建設反対の国会議員署名活動で署名者に加わる。

### 民由合併・民主党時代
2003年に菅直人民主党代表と小沢一郎自由党党首による民由合併に伴い、民主党議員となる。
2006年3月31日に民主党代表の前原誠司が、堀江メール問題の責任をとり辞任を表明。前原の辞任に伴う4月7日の代表選挙で小沢一郎の推薦人に名を連ねた。
2007年7月、第21回参議院議員通常選挙に、新潟県選挙区から民主党公認で立候補して再選される。2009年12月の小沢訪中団に参加し、中華人民共和国を訪問する。
2011年に野田内閣で文部科学副大臣に就任。

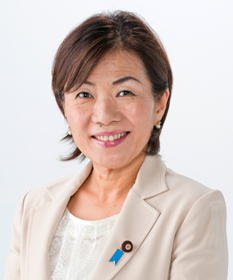
文部科学副大臣時に公表された肖像写真

続く野田第1次改造内閣でも再任されるも、野田内閣による消費増税法案の閣議決定に抗議して3月30日に文部科学副大臣の辞表を提出し、4月4日の持ち回り閣議で了承された（後任は元文部科学大臣政務官の高井美穂）。7月2日に民主党へ離党届を提出し、7月3日に受理された。

### 国民の生活が第一時代・未来の党時代
民主党を離党した小沢一郎議員による2012年7月11日の国民の生活が第一の結党に参加し、党幹事長代行（参議院担当）兼参議院幹事長に就任。第46回衆議院議員総選挙を目前の11月27日に嘉田由紀子滋賀県知事が結党した日本未来の党へ国民の生活が第一が合流を決定したため、日本未来の党籍議員として副代表に就任した。

### 生活の党時代
2012年12月27日に衆議院選挙の惨敗を受けて、日本未来の党で嘉田派と小沢派が対立して分裂し、小沢が率いる生活の党に入党して党代表に就いた。2013年1月25日に生活の党代表を辞任して新設の代表代行に就き、小沢一郎が代表に就いた。
2013年7月の第23回参議院議員通常選挙に、新潟県選挙区から生活の党公認で立候補した。生活の小沢一郎代表が浦佐駅前にある故田中角栄元首相の銅像前で「おやじの志を引き継ぐ党は私たちだけだ」と応援演説をしたが、劣勢は覆せず落選する。森は「多勢に無勢の戦いだった」と敗戦の弁を語っている。　　
2014年11月の第47回衆議院議員総選挙に、田中眞紀子の不出馬で民主党候補の空白域となっていた新潟5区から立候補すると発表し、11月に鈴木克昌の民主党移籍に伴い代表代行に復帰する。2014年12月の第47回衆議院議員総選挙に新潟5区から立候補するも自民党の長島忠美に敗れて落選。

### 政界復帰・自由党時代
2016年7月の第24回参議院議員通常選挙に野党統一候補として新潟県選挙区から無所属で立候補し、中原八一を小差で破り3年ぶりに返り咲き、3期目の当選となる。当面は生活の党と山本太郎となかまたちに所属せず無所属で活動することを表明した。
2016年10月12日に「生活の党と山本太郎となかまたち」から「自由党」に政党名が改名された。2016年11月5日、自由党新潟県総支部連合会拡大幹事会で自由党所属が承認された。合わせて自由党と社会民主党で作る参議院院内会派「希望の会」に所属することも承認された。
2018年10月23日、沖縄県知事選に出馬した玉城デニーの後任として自由党幹事長に就任。

### 国民民主党時代
2019年4月26日に自由党が国民民主党に合流を決定し、国民民主党所属となった。
2020年8月13日に小沢一郎が立憲民主党の枝野代表と福山幹事長と合流の会談、国民民主党の分裂が決まる。2020年8月19日に国民民主党は両院議員総会を開き、立憲民主党と合流し新党を結成する案を賛成多数で可決し、国民民主党の過半数の議員と共に立憲民主党議員となった。同日に森は「安倍政権を倒すためには野党が一つになるしかない」と述べ、新党に参加する意向を表明している。2020年9月11日に残留派は玉木雄一郎党首のまま（新）国民民主党を結党する。

### 立憲民主党時代
2020年9月15日に旧立憲民主党と旧国民民主党は、2つの無所属グループを加えて新「立憲民主党」を結成し、森も新党に参加した。
2021年1月に、羽田雄一郎の死去に伴い空席となっていた立憲民主党参議院幹事長に就き、11月30日に枝野幸男代表の辞任に伴う立憲民主党代表選挙が実施され、森は1回目の投票先を明らかにしなかったが、決選投票で泉健太に投じた。

#### 第26回参院選で落選
2022年4月、第26回参議院議員通常選挙に向けて、森を支援する日本共産党や社民党、市民団体などは「野党連絡調整会議」を発足させた。しかし立憲民主党県連は、共産党との連携に否定的な連合に配慮する形で「野党連絡調整会議」とは別に、連合新潟との間に「合同選対本部」を組織した。同年5月の新潟県知事選挙では、連合や国民民主党が自民党と共に現職の花角英世を支持し、共産や社民は新人候補を推薦した。立憲民主党は自主投票としたが、森は新人候補を支援。この森の動きに連合側は反発し、知事選で新人候補がトリプルスコアの大差で敗れると森は連合との関係修復を模索し、連合系の選対本部主体の動きを強めた。
6月4日、立憲民主党県連代表の菊田真紀子は選挙運動の方針について、「連合との合同選対で方針を決め、野党連絡調整会議に方針を伝える。あくまで合同選対が中心になる」と述べた。6月12日に菊田は森の共産党への推薦要請を見送る考えを示したほか、同日には共産党の志位和夫委員長が街頭演説のため新潟市を訪れていたが、連合に配慮する森は志位に会いに行かなかった。これらの動きに共産側の不満も表面化し、17日に開かれた連絡調整会議の拡大会合では、出席者から「連合と共産党のどちらを取るんだ」と怒号の響くものとなり、森と菊田が謝罪する事態となった。また、前回森を支援した民進党の流れを汲む国民民主党は自主投票を決め野党共闘から離脱。連合は国民民主党系の4産別にも森への支援を呼びかけていたが、4産別は森への推薦を見送るなど連合内でも足並みは乱れた。
6月22日、参院選公示。自民党は新潟県選挙区を「最重点区」ととらえ、選挙期間中に岸田文雄総理が2度も県内入りし、連日のように閣僚級の議員が、新人の小林一大の応援を行った。一方、立憲民主党代表の泉健太が県内入りしたのは投票日3日前の一度だけであった。
6月28日には森が師と仰ぐ小沢一郎も県内入りし、連合新潟の牧野茂夫会長に「もう一段の力添えを」と森への支援を要請。選挙期間最終日の7月9日には連合の芳野友子会長が駆け付たが、演説では「もし共産党が入ってきたとするならば、その共産党の票は入るかもしれませんが、逆に連合票が逃げる可能性がありますので、私ども連合としては、これまでも申し上げた通り、共産党との関係はありえない」と述べるなど最後まで野党間の溝は埋まらなかった。
7月10日投開票。森は小林に約7万票もの差をつけられ、落選した。新潟県内37市区町村のうち36で小林が制する完敗であった。森は「野党が1つにまとまるまで少し時間はかかったが、皆さんに結集してもらって、これ以上ない運動を展開していただいた。勝利できれば最高だったが結果を出せなかったのは私の責任」と敗戦の弁を語り、今後については「今は頭が真っ白で考えられない」と述べた。選挙後、連合新潟の牧野茂夫会長は「今回は立憲民主党公認だったため県連にもしっかりとした形で選挙戦を進めるようお願いしたし、間違ってはいなかったと思う。今後の野党共闘については政党間でしっかりとした協議を行ってほしい」と述べた一方、共産党の樋渡士自夫県委員長は「最後の1週間は一体感が出たが、野党間の協力がもっと早ければ違う結果が出たのではないか。野党の一体感を出して無党派層まで広げないといけないがそれが出来なかった」と指摘。また、「最大の功績は連合の中央の芳野会長だと思います。自民党大勝の一番の立役者じゃないですか」とも述べた。

#### 第27回参院選以降
2025年2月12日、立憲民主党は同年夏の第27回参議院議員通常選挙の比例代表で森を擁立すると発表した。7月20日の投開票の結果、92,395票を獲得して党内順位7位となり、立憲民主党が7議席を確保したため当選を果たした。

## 国会活動

### 本会議で長演説と批判
2004年6月4日の参議院本会議で、年金制度改革関連法案の成立を阻止するため、国井正幸厚生労働委員長解任決議案の提案趣旨説明に立ち、議事引き延ばし抵抗戦術で3時間1分演説し、現憲法下の国会における最長演説記録を更新した。演説内容を5日に朝日新聞社説が「身の上話や議事録の棒読みで時間を稼ぐなど中身の薄いもの」と批判し、演説最中も参議院議長の倉田寛之から何度も「簡潔に、常識の範囲でやってください」と注意された。終了後、記者団の質問に「これから本題に入るところだった。まだ数時間やるつもりでした」「選挙で一日マイクを握ってても大丈夫ですから」と答えている。更に野党側は牛歩戦術なども利用して議事妨害したため、同日に与党が予定していた年金関連法案の可決・成立は、翌5日にずれ込んだだけで成立したため無駄な国会経費が掛かっただけと批判がされた。

### 拉致議連活動
2005年6月25日に拉致被害者家族連絡会と拉致議連の合同訪韓で、1997年に北朝鮮から亡命した元朝鮮労働党書記・黄長燁（ファン・ジャンヨプ）と面会した。この時、森は途中退席し、当時拉致議連幹事長だった西村眞悟の許可を得て、「個別の具体的なことは知らないが（死亡とされた被害者は）非常に重要な機密を知っているがために、北朝鮮側が『死んだ』という発表を行った可能性が強い。全員が死んでいるとは考えられない」とするファン・ジャンヨプの発言をマスコミに公開した。この会談の内容はその後、内閣・政府に提出されている。この発言は、当時拉致議連の事務局長であった平沢勝栄によって訂正されているが、この平沢発言に対して「平沢が会談の内容を独占してメディアに取材させるために行った虚偽の発言」と主張する救う会関係者もいる。後日、混乱を起こしたことにより、平沢は拉致議連総会において森に謝罪した。ファン・ジャンヨプの発言内容が真実であることは、内閣・政府に提出した会談内容で確認される。
2006年10月11日に参院予算委員会で、北朝鮮拉致被害者支援の立場から、拉致被害者家族が北朝鮮の国民と家族に向けてメッセージを放送する短波ラジオ「しおかぜ」を支援するように参議院で提案する。この提案は了承され、政府は日本放送協会に「しおかぜ」への援助を要請した。

### 懲罰決議
2006年10月11日に参議院予算委員会で、森は、週刊現代の「安倍晋三は拉致問題を食い物にしている」という記事において安倍が中国朝鮮族の大物実業家に対して「8人の家族さえ帰国させれば北朝鮮としてはやることをやったということでしょう」と発言したと報じられた件について質問したが、安倍からは「私はそういう記事はいちいち読んでいません。拉致を食い物にしているとか、そういうことをこの委員会で言うのは失礼じゃありませんか」と返答された。この森の質問は一部の議員からも批判され、2006年の堀江メール問題における永田寿康の言動とも絡めて「まだ民主党は情報の正誤の確認もろくにできないのか（週刊誌を情報源にしているのか）」と批判する声も出た。同月13日には、自民・公明両党により森に対する懲罰動議が参議院議長に提出された。

### 子宮摘出した三原議員と対立
2010年10月21日の参議院厚生労働委員会で、子宮頸がんの予防ワクチン（HPVワクチン）と子宮頸がん検診の無料化を訴える三原じゅん子の発言を批判した。三原自身が子宮頸がんの影響による子宮摘出した経験を踏まえて「女性にとって最も大切な、子供を産むという機能を失ってしまった」と述べたことに対し、森は「女性は子供を産むためにあるような表現で不適切だ」と批判した。三原は森の主張は眼中にないと述べた。

### 文部科学副大臣時代の写真
2011年から2012年にかけて野田内閣で文部科学副大臣を務めた。

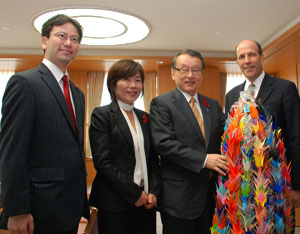
2011年10月6日に文部科学省で、左から城井崇（文部科学大臣政務官）、森（文部科学副大臣）、中川正春（文部科学大臣）、ジョン・ルース（駐日アメリカ合衆国大使）
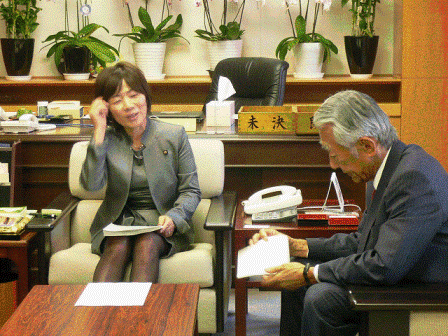
2011年9月28日に文部科学副大臣として、文部科学省公立義務教育諸学校の学級規模及び教職員配置の適正化に関する検討会議主査木村孟（右）から中間とりまとめを受領
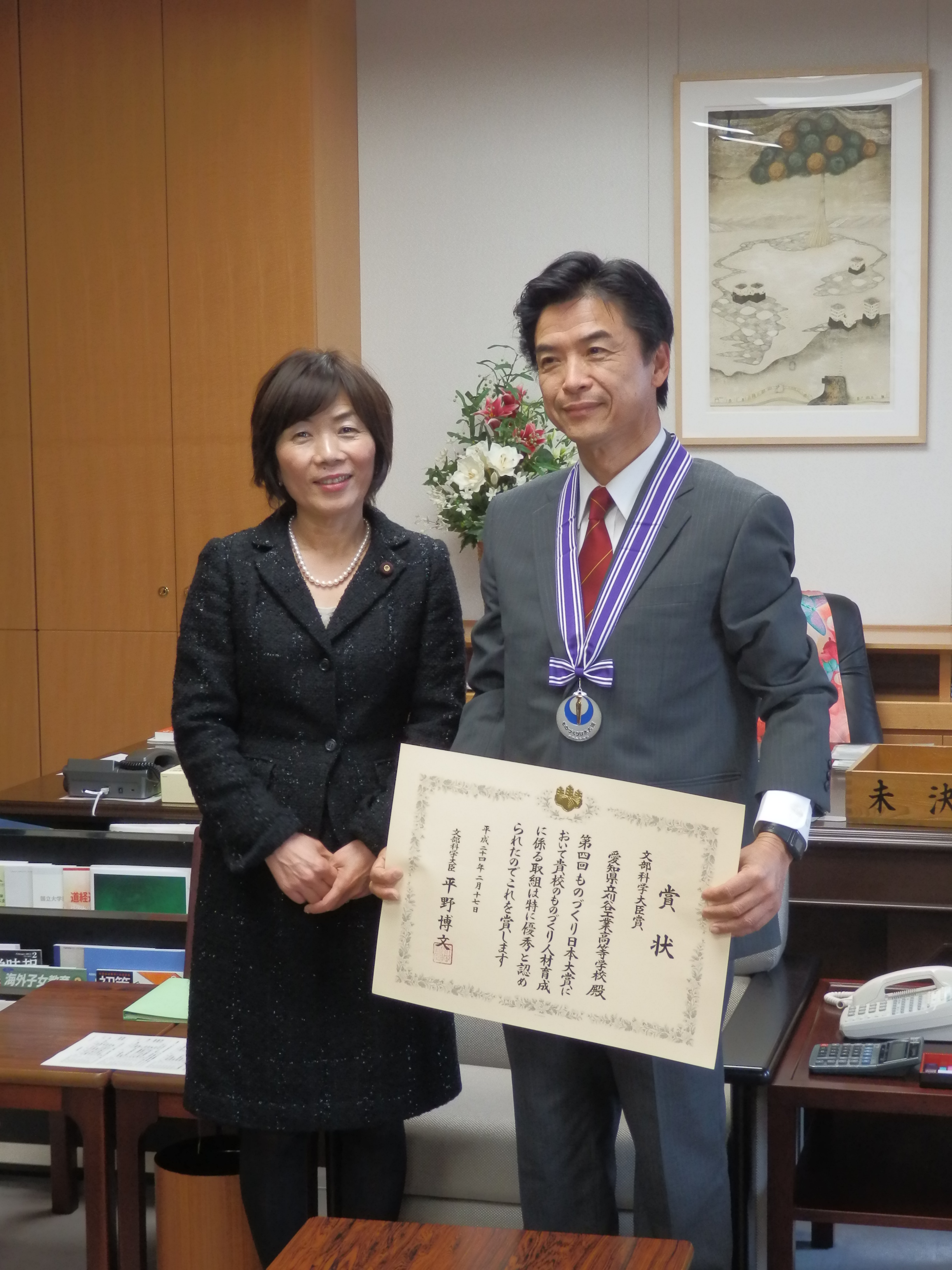
2012年2月28日に、ものづくり日本大賞文部科学大臣賞授賞式で文部科学副大臣として愛知県立刈谷工業高等学校校長鈴木直樹（右）に賞状を伝達

### 質問通告遅れによる官僚残業問題
2019年10月11日に、森議員による参院予算委員会の質問通告が遅くなり、台風19号が接近する中で多くの省庁職員が答弁作成のため深夜まで残業した、とSNSで指摘が相次いだ。森の質問通告は夕刻以降五月雨式に続いたという。通告が遅くなれば該当する省庁職員は深夜や翌日まで待機や答弁の準備を強いられることになる。森はツイッターで「予算委質会質問通告は、11日金曜日16時30分に提出済み」と返信し、それに対し「なんで16:30に出したなんて嘘つくんですか？」と返信が寄せられたため炎上した。森は15日に産経新聞の取材に対し、「質問通告の時間は守った、もう終わった話だ」として詳細な説明に応じなかった。11日17時までに質問通告を提出した後も関連資料を追加で政府側に渡したことを認めた。国民民主党の玉木代表はツイッターで「事実であれば問題、党を代表してお詫びする、事実関係を調べる」とツイートした。
15日に元参議院議員の松井孝治が、参議院予算委員会の議事進行文書の画像を公開した。これについて16日に原口一博国対委員長と国会内で会見し、森の質問の時間や内容が省庁から外部に漏洩したとして衆参両院で合同調査チームを設けることを明らかにした。17日に主要野党の会談に出席して「憲法51条に対する挑戦だ」などと反論した。18日に国民民主党や立憲民主党が設けた調査チームの会合で、ツイッターなどSNS上に出回った参議院予算委員会の質問通告時間に関する文書の画像は官公庁から内部漏洩した可能性が高いと指摘され、内閣府に発信者を特定するように要求があった。21日に国民民主党の玉木雄一郎代表は「内部告発を保護する観点からすると、特定することで萎縮効果を与えてもいけない。今回、問題となった情報がどれだけ秘匿性の高い、保護すべき秘密だったかも含め、しっかりと検討しなければならない」と語った。
11月8日の衆議院経済産業委員会で足立康史が質問し、森裕子の質問通告が参議院予算委員部から正式に内閣総務官室に送られたのは10月11日の22時であることが明らかになる。16時30分に送られたのは質疑者の氏名・順位・時間、および出席を求める国務大臣を記載した文書で、質疑内容は記載されていなかった。

### 戦略特区ワーキンググループ座長代理に対する発言と名誉毀損訴訟
2019年10月15日のNHK中継内の参院予算委員会質疑で、毎日新聞の記事から「（政府の国家戦略特区ワーキンググループ座長代理の）原英史と密接な関係にある会社が、特区提案者からお金を受けてコンサル業務をしていた」「国家公務員だったら、あっせん利得、収賄で刑罰を受ける」と主張した。対して原を含む15名の有識者を発起人として「森氏を除名などの懲罰に処すとともに、再発防止策を講じるよう求める」とする署名活動を開始した。原は23日に国会内で記者会見を行って、森の発言について事実関係を全面否定し、「国会議員による不当な人権侵害は許されるべきではない」と強調した。
11月13日に、森裕子が原英史の自宅住所が記載された資料を自身のホームページとツイッター上に公開していたことが報道された。資料は原に関する社団法人の登記資料で、森が7日の参院農林水産委員会で質問を行った後に公開した。8日に原の指摘を受け、住所部分を黒塗りにして再公開した。13日に森は国会内で記者団に「個人の住所という認識がなかった」と釈明した。14日に国民民主党の川合孝典理事が参院議院運営委員会理事会で「今後このようなことがないようにしたい」と謝罪した。19日に日本維新の会は、森に対する懲罰を検討するよう山東昭子参院議長に文書で申し入れた。20日に国民民主党の玉木雄一郎代表は記者会見で、森による個人情報漏洩について陳謝、質問通告問題についても「改めていくべきところも多々ある」と指摘した。
原は森の投稿で名誉を毀損されたとして訴訟を起こし、2022年3月18日に東京地裁の伊藤繁裁判長は一部について名誉毀損を認め、森に対し34万円の支払いを命じた。

### 北朝鮮へのワクチン無償提供を提案
2021年6月11日の参議院拉致問題特別委員会で、拉致問題解決のため北朝鮮への新型コロナウイルスワクチンの無償提供を提案した。森は長年に渡り拉致問題が進展しないことから日本の新たなアクションとして北朝鮮に対する制裁緩和が必要があるとし、「北朝鮮がどんな反応をするかは知らない」としながらもこちらが優しさを見せればきっと何かが起こるはずであるとして、その具体的方策として新型コロナウイルスワクチンを提供すべきだと主張。北朝鮮にワクチンを提供する予定のない日本政府は拉致問題解決のための本気度が感じられないと批判したが、茂木敏充外務大臣は「北朝鮮自身はコロナの感染者は出ていないと言っている。ワクチンが欲しいと国際社会に示していない中でどうするかという対応になる」と述べた。北朝鮮はCOVAXを通じてワクチンを入手できるとする政府答弁に対して、「北朝鮮は、査察とセットになるCOVAX経由でのワクチンは嫌だと言っている」として日本政府による直接提供を求めた。

## 司法問題に関する活動
2010年1月に石川知裕衆議院議員が政治資金規正法違反の容疑で逮捕されると、「検察をトップとする官僚機構と、国民の代表である民主党政権との全面的な戦争。一致団結して最後まで戦う」と検察の姿勢を批判した。
2010年1月19日に円より子と共に「検察は、取り調べの録画・録音など自分たちに不都合な制度を推し進めようとしている民主党政権をつぶそうと強引な捜査をしている」などと検察当局の捜査を批判し、千葉景子法務大臣に適正な捜査を求める申し入れを行うことや、逮捕された石川知裕の釈放を求める活動を行うことを宣言。
2010年1月27日に上記の検察の手口を公の場で説明するため、「民主党衆参国会議員各位 これを読めば石川議員逮捕の背景が分かります!!」と書かれた文書と検察批判記事の載った日刊ゲンダイを民主党議員に配布した。
2004年に、検察審査会に強制起訴権限を持たせる検察審査会法改正案審議で賛成票を投じ、2010年に検察審査会が小沢一郎に対する起訴を議決すると、検察審査会の強制起訴機能を批判した。
2002年に鈴木宗男事件で鈴木宗男が逮捕されると「（子供たちに）政治家はみんな悪いことをするんだね、結局みんな鈴木宗男になるんでしょうと言われ、私は言葉を失いました」と、鈴木が「悪いことをする政治家の代表格」であることを前提として発言したが、2009年に民主党が告発した議院証言法違反を含む4つの罪で鈴木の有罪が確定し、鈴木が失職した際に「無実の政治家が容易にバッジを奪われる」と鈴木を擁護するコメントをした。

## 政策・主張

### 憲法
- 憲法改正について、2016年の朝日新聞社のアンケートで「どちらかと言えば反対」と回答[78]。同年の毎日新聞社のアンケートで「反対」と回答[79]。2022年のNHKのアンケートで「反対」と回答[80]。

- 9条改憲について、2016年、2022年の毎日新聞社のアンケートで「反対」と回答[79][81]。9条への自衛隊の明記について、2022年のNHKのアンケートで「反対」と回答[80]。

- 憲法を改正し緊急事態条項を設けることについて、2022年のNHKのアンケートで「反対」と回答[80]。

### 外交・安全保障
- 「他国からの攻撃が予想される場合には先制攻撃もためらうべきではない」との問題提起に対し、2016年のアンケートで「どちらとも言えない」と回答[78]。

- 敵基地攻撃能力を持つことについて、2022年のNHKのアンケートで「どちらかと言えば反対」と回答[80]。

- 「北朝鮮に対しては対話よりも圧力を優先すべきだ」との問題提起に対し、2016年のアンケートで「どちらとも言ない」と回答[78]。

- 安全保障関連法の成立について、2016年の毎日新聞社のアンケートで「廃止すべき」と回答[79]。

- 普天間基地の辺野古移設について、2016年の毎日新聞社のアンケートで「反対」「国外に移設すべき」と回答[79]。2022年の毎日新聞社のアンケートで「反対」と回答[81]。

- ロシアは2022年2月24日、ウクライナへの全面的な軍事侵攻を開始した[82]。日本政府が行ったロシアに対する制裁措置についてどう考えるかとの問いに対し、2022年のNHKのアンケートで回答しなかった[80]。同年の毎日新聞社のアンケートで、選択肢以外の回答をした[81]。

- 2022年6月7日、政府は経済財政運営の指針「骨太方針」を閣議決定した。NATO加盟国が国防費の目標としている「GDP比2％以上」が例示され、防衛力を5年以内に抜本的に強化する方針が明記された[83]。「防衛費を今後どうしていくべきだと考えるか」との問いに対し、2022年のNHKのアンケートで回答しなかった[80]。

- 徴用工訴訟問題や慰安婦問題などをめぐり日韓の対立が続くなか、関係改善についてどう考えるかとの問いに対し、2022年の毎日新聞社のアンケートで選択肢以外の回答をした[81]。

### ジェンダー
- 選択的夫婦別姓制度の導入について、2016年の朝日新聞社のアンケート、2022年のNHK、毎日新聞社のアンケートで「賛成」と回答[78][80][81]。

- 同性婚を可能とする法改正について、2016年のアンケートで「どちらとも言えない」と回答[78]。2022年のNHKのアンケートで「どちらかといえば賛成」と回答[80]。同年の毎日新聞社のアンケートで「賛成」と回答[81]。

- クオータ制の導入について、2016年の朝日新聞社のアンケート、2022年のNHKのアンケートで「賛成」と回答[78][80]。

### その他
- 永住外国人への地方参政権付与について、2016年のアンケートで「どちらとも言えない」と回答[78]。

- 首相の靖国神社参拝について、2016年のアンケートで「どちらかと言えば反対」と回答[78]。

- 「治安を守るためにプライバシーや個人の権利が制約されるのは当然だ」との問題提起に対し、2016年のアンケートで「反対」と回答[78]。

- 「原子力発電所は日本に必要だと思うか」との問いに対し、2016年の毎日新聞社のアンケートで「必要ない」と回答[79]。

- 2016年の米国大統領選挙について「ドナルド・トランプとヒラリー・クリントンのどちらを支持するか」との問いに対し、2016年の毎日新聞社のアンケートで「どちらとも言えない」と回答[79]。

- 2016年2月8日、高市早苗総務大臣は、放送局が政治的公平性を欠く放送を繰り返した場合、放送法4条違反を理由に電波停止を命じる可能性に言及した[84][85]。安倍晋三首相は2月15日の衆議院予算委員会で野党の批判に反論し、高市の発言を擁護した[86]。政府の姿勢をどう思うかとの問いに対し、2016年の毎日新聞社のアンケートで「問題だ」と回答[79]。

- 国会議員の被選挙権年齢の引き下げについて、2022年の毎日新聞社のアンケートで「賛成」と回答[81]。

- 河野談話問題について2012年8月27日の参院理事会で、外山斎とともに河野洋平と石原信雄に参考人招致を求めた。

- 特定秘密保護法について、2014年の毎日新聞のアンケートで「必要ない」と回答[87]。

## 人物
- 小沢チルドレンの一人として「民主党・小沢クループの闘士・森ゆうこ」を自称し、森と小沢一郎の対談を収録した「検察の罠」[88]を著した。
- 小沢訪中団の一員として小沢と胡錦濤国家主席の会談に同席した[6]。
- 2022年5月、ロシアのウクライナ侵攻に伴うロシア政府による日本への報復措置（ロシア連邦への日本政府の政策に対する報復措置に関してのロシア外務省声明）によって、ロシア連邦への入国を恒久的に禁止された[89]。
- 家族は夫と二女一男がいる。
- 新潟動物ネットワークから委託された猫2匹の里親として「タビ」と「モチ」として飼育している

## 所属団体・議員連盟
- 北朝鮮に拉致された日本人を早期に救出するために行動する議員連盟（副幹事長）
- 人権擁護法案から人権を守る会
- 教育基本法改正促進委員会（事務局次長・理事)[90]

## 著書
- 森裕子『検察の罠』日本文芸社、2012年5月26日。ISBN 978-4537259414。

## 選挙歴
| 当落 | 選挙                       | 執行日         | 年齢 | 選挙区       | 政党       | 得票数     | 得票率 | 定数 | 得票順位 /候補者数 | 政党内比例順位 /政党当選者数 |
| ---- | -------------------------- | -------------- | ---- | ------------ | ---------- | ---------- | ------ | ---- | ------------------ | ---------------------------- |
| 当   | 1999年旧横越町議会議員選挙 | 1999年4月25日  | 43   | ーー         | ーー       | ーー票     | ーー   |      | /                  | /                            |
| 当   | 第19回参議院議員通常選挙   | 2001年07月29日 | 45   | 新潟県選挙区 | 自由党     | 17万5107票 | 14.94% | 2    | 2/7                | /                            |
| 当   | 第21回参議院議員通常選挙   | 2007年07月29日 | 51   | 新潟県選挙区 | 民主党     | 35万5901票 | 28.31% | 2    | 2/6                | /                            |
| 落   | 第23回参議院議員通常選挙   | 2013年07月21日 | 56   | 新潟県選挙区 | 生活の党   | 16万5308票 | 15.57% | 1    | 3/8                | /                            |
| 落   | 第47回衆議院議員総選挙     | 2014年12月14日 | 58   | 新潟県第5区  | 生活の党   | 4万7420票  | 33.49% | 1    | 2/3                | 1/0                          |
| 当   | 第24回参議院議員通常選挙   | 2016年07月10日 | 60   | 新潟県選挙区 | 無所属     | 56万429票  | 49.02% | 1    | 1/3                | /                            |
| 落   | 第26回参議院議員通常選挙   | 2022年07月10日 | 66   | 新潟県選挙区 | 立憲民主党 | 44万8651票 | 44.17% | 1    | 2/4                | /                            |
| 当   | 第27回参議院議員通常選挙   | 2025年07月20日 | 69   | 参議院比例区 | 立憲民主党 | 9万2395票  | ーー   | 50   | 7/22               | 7/7                          |